# 雅里
雅里是巴西南大河州的一个市镇。总面积856.459平方公里，总人口3692人，人口密度4.3人/平方公里。